# Equacions de Friedmann
Les equacions de Friedmann són un conjunt d'equacions en cosmologia física que governen l'expansió mètrica de l'espai en models homogenis i isòtrops de l'Univers dins del context de la teoria de la relativitat general. Van ser descobertes per Alexander Friedmann el 1922 a partir de les equacions de camp d'Einstein per a la mètrica de Friedman-Lemaître-Robertson-Walker i un fluid amb una densitat d'energia ({\displaystyle \rho }) i una pressió ({\displaystyle p}) determinada.

## Les equacions
Les equacions són:
{\displaystyle H^{2}\equiv \left({\frac {\dot {a}}{a}}\right)^{2}={\frac {8\pi G\rho +\Lambda c^{2}}{3}}-K{\frac {c^{2}}{a^{2}}}}
{\displaystyle 3{\frac {\ddot {a}}{a}}=\Lambda c^{2}-4\pi G(\rho +{\frac {3p}{c^{2}}})}
- {\displaystyle \Lambda } és la constant cosmològica possiblement causada per l'energia del buit
- {\displaystyle G} és la constant de gravitació
- {\displaystyle c} és la velocitat de la llum
- {\displaystyle a} és el factor d'escala de l'Univers
- {\displaystyle K} és la curvatura gaussiana quan {\displaystyle a=1} (per exemple, avui).

Si la forma de l'univers és hiperesfèrica i {\displaystyle R} és el radi de curvatura ({\displaystyle R_{0}} en el moment actual), llavors {\displaystyle a=R/R_{0}}.
Generalment, {\displaystyle K \over a^{2}} és la curvatura gaussiana. Si {\displaystyle K} és positiva, llavors l'Univers és hiperesfèric. Si {\displaystyle K} és zero, l'Univers és pla i si {\displaystyle K} és negatiu l'Univers és hiperbòlic. A més, {\displaystyle \rho } i {\displaystyle p} són funció de {\displaystyle a}. El paràmetre de Hubble, {\displaystyle H}, és la velocitat d'expansió de l'univers.
Aquestes equacions de vegades se simplifiquen redefinint la densitat d'energia i la pressió:
{\displaystyle \rho \rightarrow \rho -{\frac {\Lambda }{8\pi G}}}
{\displaystyle p\rightarrow p+{\frac {\Lambda c^{2}}{8\pi G}}}
per a obtenir:
{\displaystyle H^{2}\equiv \left({\frac {\dot {a}}{a}}\right)^{2}={\frac {8\pi G}{3}}\rho -K{\frac {c^{2}}{a^{2}}}}
{\displaystyle 3\,{\frac {\ddot {a}}{a}}=-4\pi G\left(\rho +{\frac {3p}{c^{2}}}\right)}
El paràmetre de Hubble pot canviar en el temps si altres elements de l'equació són dependents del temps, en particular la densitat d'energia, l'energia del buit i la curvatura. Avaluant el paràmetre de Hubble en el moment actual surt que la constant de Hubble és la constant de proporcionalitat de la llei de Hubble. Si s'aplica a un fluid amb una equació d'estat determinada, les equacions de Friedmann donen com a resultat l'evolució en el temps i la geometria de l'Univers com a funció de la densitat del fluid.
Alguns cosmòlegs anomenen la segona d'aquestes dues equacions l'equació d'acceleració i es reserven el terme equació de Friedmann només per a la primera equació.

## El paràmetre de densitat
El paràmetre de densitat, {\displaystyle \Omega }, es defineix com la relació de la densitat actual, o observada, {\displaystyle \rho } respecte a la densitat crítica {\displaystyle \rho _{c}} de l'Univers de Friedmann. Una expressió per a la densitat crítica es troba assumint que {\displaystyle \Lambda } és zero, com ho és per a tots els universos de Friedmann bàsics, i establint la curvatura {\displaystyle K} igual a zero. Quan se substitueixen aquests paràmetres a la primera equació de Friedmann trobem que:
{\displaystyle \rho _{c}={\frac {3H^{2}}{8\pi G}}}
I l'expressió per al paràmetre de densitat, útil per a comparar diferents models cosmològics, és:
{\displaystyle \Omega \equiv {\frac {\rho }{\rho _{c}}}={\frac {8\pi G}{3H^{2}}}\rho }
Aquest terme originalment va ser utilitzat com una manera de determinar la geometria del camp en el qual {\displaystyle \rho _{c}} és la densitat crítica per a la qual la geometria és plana. Assumint una densitat d'energia del buit nul·la, si {\displaystyle \Omega } és més gran que un, la geometria és tancada i l'Univers eventualment pararà la seva expansió i llavors es col·lapsarà. Si {\displaystyle \Omega } és menor que u, serà obert i l'Univers s'expandirà per sempre. Tanmateix, també es poden sintetitzar els termes de curvatura i de l'energia del buit en una expressió més general per a en el cas que aquest paràmetre de densitat d'energia sigui exactemente igual a la unitat. Llavors és una qüestió de mesurar els diferents components, normalment designats per subíndexs. D'acord amb el model Lambda-CDM, hi ha importants components de {\displaystyle \Omega } a causa de barions, matèria fosca freda i energia fosca. La geometria de l'espaitemps va ser mesurada pel satèl·lit WMAP estant a prop de ser una geometria plana, és a dir, el paràmetre de curvatura {\displaystyle K} és aproximadament zero.
La primera Equació de Friedmann sovint s'escriu formalment amb els paràmetres de densitat.
{\displaystyle {\frac {H^{2}}{H_{0}^{2}}}=\Omega _{R}a^{-4}+\Omega _{M}a^{-3}+\Omega _{\Lambda }-Kc^{2}a^{-2}}
- {\displaystyle \Omega _{R}} és la densitat de radiació actual;
- {\displaystyle \Omega _{M}} és la densitat de matèria actual (la fosca més la bariònica);
- {\displaystyle \Omega _{\Lambda }} és la constant cosmològica o la densitat de buit actual.

Els valors acceptats en l'actualitat per a aquests paràmetres són de 0,002 per a la densitat de radiació, 0,29±0,03 per a la densitat de matèria fosca i bariònica en l'actualitat, i de 0,71±0,03 per la densitat de l'energía del buit.

## Equació de Friedmann reescalada
Establint que {\displaystyle a={\tilde {a}}a_{0},\rho _{c}=3H_{0}^{2}/8\pi G,\rho =\rho _{c}\Omega ,t={\tilde {t}}/H_{0},\Omega _{c}=-K/H_{0}^{2}a_{0}^{2}} on a_0 i H_0 són separadament el factor d'escala i el paràmetre de Hubble actuals. Llavors podem trobar que:
{\displaystyle {\frac {1}{2}}\left({\frac {d{\tilde {a}}}{d{\tilde {t}}}}\right)^{2}+U_{\rm {eff}}({\tilde {a}})={\frac {1}{2}}\Omega _{c}}
on {\displaystyle U_{eff}({\tilde {a}})=\Omega {\tilde {a}}^{2}/2}.
Per a qualsevol forma del potencial efectiu {\displaystyle U_{eff}({\tilde {a}})}, hi ha una equació d'estat {\displaystyle p=p(\rho )} que la produirà.